# Think About You
«Think About You» es la octava canción del álbum Appetite for Destruction de la banda de hard rock estadounidense Guns N' Roses. La canción es líricamente similar a "Sweet Child O' Mine" (que precede en el disco). "Think About You" fue, sin embargo, escrita por Izzy Stradlin, quien interpreta el solo de guitarra en esta pista. Fue una de las primeras canciones escritas desde la formación de la banda. Una de las pocas mientras todavía Tracii Guns, Ole Beich y Rob Gardner pertenecían al grupo.

## Versiones en vivo
La canción fue tocada con mucha frecuencia durante los primeros shows de los Guns N' Roses en 1985 y 1986. La canción no fue tocada durante el Appetite for Destruction Tour ni tampoco en el Use Your Illusion Tour. Sin embargo, volvió a aparecer en la lista de temas del Chinese Democracy Tour, donde se basó en el disco Appetite for Destruction, también fue interpretada con frecuencia en 2002 y continuó en ocasiones, en 2006, a menudo con Stradlin que se unió en algunos recitales de la gira.